# Maciej Leśny
Maciej Stanisław Leśny (ur. 6 lutego 1946 w Krotoszynie) – polski menedżer, informatyk i urzędnik państwowy, pomiędzy 1994 a 2004 wiceminister w różnych resortach: Ministerstwie Współpracy Gospodarczej z Zagranicą (1994–1996), Ministerstwie Gospodarki (dwukrotnie, 1997–1998 i 2001–2003), Ministerstwie Gospodarki, Pracy i Polityki Społecznej (2003) oraz Ministerstwie Infrastruktury (2003–2004).

## Życiorys
W 1969 ukończył studia ekonomiczne na Uniwersytecie Warszawskim, pisząc pracę magisterską nt. podatku VAT. Uczestniczył w studiach podyplomowych i szkoleniach prowadzonych na Uniwersytecie Michigan (Business School of Administration, Microcomputer Education Center 1987) i DePaul University (1998). W latach 1992–1993 jako stypendysta rządu USA studiował na American University w Waszyngtonie. Odbył także staż w Banku Światowym i szkolenie prywatyzacyjne w Międzynarodowym Funduszu Walutowym.
Od 1969 do 1978 pracował w Centralnym Ośrodku Konstrukcyjno-Badawczym Przemysłu Okrętowego w Gdańsku i Zakładzie Informatyki Przemysłu Okrętowego jako analityk, programista i projektant, a od 1975 do 1978 jako starszy specjalista i kierownik zespołu ds. wdrożeń. W latach 1978–1982 pracownik Ośrodka Badawczo-Rozwojowego Informatyki (po przekształceniu Centrum Projektowania i Zastosowań Informatyki) jako kolejno kierownik zespołu ds. upowszechniania i wdrażania wyników prac naukowo-badawczych oraz kierownik zespołu ds. wdrożeń. Od 1983 do 1989 był głównym specjalistą w Komisji Planowania przy Radzie Ministrów.
Od 1989 pracował w Ministerstwie Współpracy Gospodarczej z Zagranicą jako główny specjalista w Departamencie Współpracy Gospodarczej I (1989–1992), wicedyrektor Departamentu Regulacji Obrotu Towarowego i Polityki Celnej (1992) i wicedyrektor Departamentu Traktatów Wielostronnych w Ministerstwie Współpracy Gospodarczej z Zagranicą (1993–1994), a od 1994 do 1996 podsekretarz stanu. Od 1997 do 1998 pozostawał podsekretarzem stanu w Ministerstwie Gospodarki oraz współprzewodniczącym Komisji Trójstronnej ds. Przemysłu Stoczniowego. Od 5 grudnia 2001 do 9 stycznia 2003 podsekretarz stanu w Ministerstwie Gospodarki, po reorganizacji od 9 stycznia do 15 marca 2003 podsekretarz stanu w Ministerstwie Gospodarki, Pracy i Polityki Społecznej z rekomendacji PSL oraz od 26 czerwca 2003 do 5 kwietnia 2004 podsekretarz stanu w Ministerstwie Infrastruktury jako odpowiedzialny za restrukturyzację Polskich Kolei Państwowych. Od 1994 do 2001 i od 2004 należy do rady nadzorczej mBanku, w tym w latach 1994–1998 i od 2004 jako prezes.
Działał także społecznie jako wiceprezes Polskiego Związku Żeglarskiego, członek Rady Gospodarczej Związku Harcerstwa Polskiego oraz członek Rady Programowej Centrum Studiów Latynoamerykańskich przy Uniwersytecie Warszawskim.

## Odznaczenia
- 2000: Złotym Krzyżem Zasługi[7]
- 2005: Krzyż Kawalerski Orderu Odrodzenia Polski[8]
- 2012: odznaka honorowa „Za zasługi dla bankowości Rzeczypospolitej Polskiej”[9].